# 窪田忠廉
窪田 忠廉（くぼた ただかど）は、戦国時代から江戸時代初期の武将。三枝守国の時に甲斐国石坂に住して、石坂を名乗る。忠廉の代にて、武田信玄の命にて窪田と改めた。武田家滅亡後、徳川家旗本になる。子が八王子千人同心9人の千人頭の一家となる。書籍によっては「久保田」とも称される。

## 略歴
最初は武田氏に仕え、天正10年（1582年）武田氏没落後は早期に徳川家康に仕え、甲州九口之道筋奉行に命じられる。天正12年（1584年）小牧・長久手の戦いに従軍。天正18年（1590年）徳川氏が関東に移ると、北条氏照の残党に備えて八王子に移り、子の窪田忠知が八王子千人同心9人の千人頭の一家となる。